# Ophiomyia penicillata
Ophiomyia penicillata este o specie de muște din genul Ophiomyia, familia Agromyzidae, descrisă de Friedrich Georg Hendel în anul 1920. Conform Catalogue of Life specia Ophiomyia penicillata nu are subspecii cunoscute.